# Réminiscence (philosophie)
Pour les articles homonymes, voir Réminiscence.
 (septembre 2006).

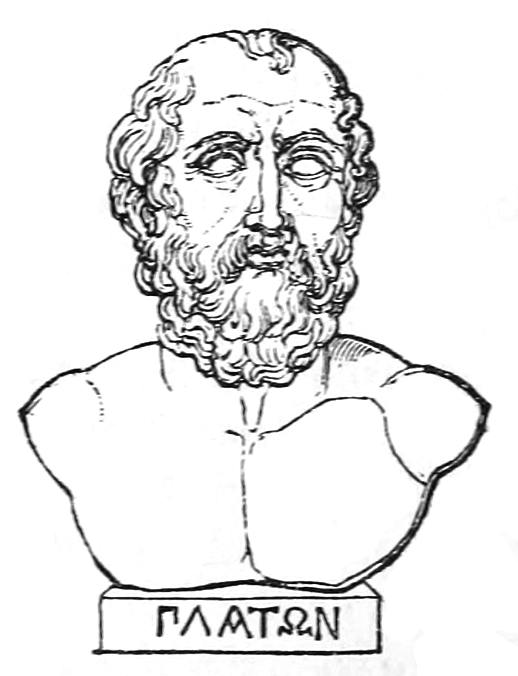
Illustration d'un buste de Platon.

La réminiscence ou ressouvenir (grec ancien : ἀνάμνησις, anamnésis) est un concept de philosophie métaphysique et de philosophie de la connaissance selon laquelle l'âme possède une capacité de connaissance immortelle comme par exemple celle en laquelle l'âme n'apprend rien mais se souvient. L'acquisition de la connaissance doit alors débuter par une re-connaissance. Cette théorie sert tout à la fois à démontrer l'immortalité de l'âme et l'existence de réalités intelligibles. Elle a été théorisée par Platon.
C'est principalement dans le Ménon que Platon expose au mieux cette théorie, grâce à laquelle on peut démasquer un sophisme dans l'idée qu'on ne peut chercher ce qu'on ne connaît pas simplement « parce qu'on ne sait même pas ce qu'on doit chercher », c’est-à-dire : l'homme ne saurait chercher ce qu'il ignore, puisqu'il ignore alors ce qu'il doit chercher, ni ce qu'il sait, puisqu'il ne saurait chercher ce qu'il sait déjà. Dès lors, il faut que, quelque part, nous ayons déjà su ce que nous cherchons ; il ne s'agit plus alors de savoir seulement, mais surtout de se souvenir.
Ainsi, la réminiscence est là pour rétablir deux contradictions : comment l'être humain, dont l'esprit dispose des sens corporels pour se fournir une "matière" intelligible, peut-il avoir une connaissance intime, parfaite et objective du réel, puisqu'il est soumis à ne connaître que par le biais de ses perceptions, et que ces perceptions ne sont en aucun cas les mêmes choses que leurs objets respectifs ? Et comment le désir de connaissance peut-il avoir pour objet une chose dont il n'a pas la moindre idée, puisque manquant ce qu'il cherche il ne peut savoir ce que c'est ?
Cette théorie affirme que l'âme, avant de naître, a tout connu, mais que lors de son incarnation elle oublia tout. Le travail de connaissance est alors celui de re-connaissance. L'objet d'une connaissance est certes suscité par les sens, mais son apparition réelle au sein de l'âme provient de sa réminiscence ; de son souvenir. Les sens ne sont alors que des outils qui aident l'âme à accoucher de ses oublis. Cette méthode, que Socrate dans les dialogues de Platon (donc pas le Socrate historique) appelle la méthode maïeutique (art de l'accouchement), permet de faire « accoucher » à n'importe quel homme un savoir qu'il croyait ignorer, simplement en lui posant des questions.
Pour le prouver, Platon, dans le Ménon, interrogera un esclave sur un problème mathématique alors que celui-ci ignore tout de cette science. À terme, celui-ci trouvera presque de lui-même, grâce aux questions aiguillées de Socrate, « comment trouver le double d'un carré de quatre pieds, tracé sur le sol ». 
La théorie platonicienne de la réminiscence répondra à beaucoup de questions : notamment à celle de l'idée d'inné, de justice, du vrai, du beau... et induira la notion « d'opinion droite » qui permet à certains d'avoir une conception correcte des choses sans pour autant en avoir la science.

Platon écrit :

« Ainsi, immortelle et maintes fois renaissante l’âme a tout vu, tant ici-bas que dans l’Hadès, et il n’est rien qu’elle n’ait appris ; aussi n’y a-t-il rien d’étonnant à ce que, sur la vertu et sur le reste, elle soit capable de se ressouvenir de ce qu’elle a su antérieurement. »

— Ménon, 81 c

## Postérité
Cicéron mentionne la théorie de la réminiscence dans ses Tusculanes. Il écrit que les propriétés de l'âme sont, « premièrement, une mémoire capable de renfermer en elle-même une infinité de choses. Et cette mémoire, Platon veut que ce soit la réminiscence de ce qu'on a su dans une autre vie ».

### Textes de Platon
- Phédon, 72 e-73 a,
- Phèdre, 249 b
- Philèbe, 34 b-c
- Lois, V, 732 b
- Ménon, 80 d

### Études
- Léon Robin, La Pensée hellénique des origines à Épicure : Questions de méthode, de critique et d’histoire, Paris, P.U.F., 1942, 560 p. (lire en ligne), p. 337 à 348 : Sur la doctrine de la réminiscence.
- Monique Canto-Sperber, Platon, Ménon, Garnier-Flammarion, 2° éd. 1993, p. 74-93, 103-106
- C. E. Huber, Anamnesis bei Plato, Munich, 1964.